# Хабувко
Хабувко (пол. Chabówko) — село в Польщі, у гміні Белиці Пижицького повіту Західнопоморського воєводства.
Населення — 94 особи (2011).
У 1975-1998 роках село належало до Щецинського воєводства.

## Демографія
Демографічна структура станом на 31 березня 2011 року:
|          | Загалом | Допрацездатний вік | Працездатний вік | Постпрацездатний вік |
| -------- | ------- | ------------------ | ---------------- | -------------------- |
| Чоловіки | 47      | 10                 | 37               | 0                    |
| Жінки    | 47      | 9                  | 30               | 8                    |
| Разом    | 94      | 19                 | 67               | 8                    |